# Emma Boona
Emma Boona (sinh 17 tháng 2 năm 1954) là một giáo viên, người quản lý hành chính công và chính trị gia người Uganda. Bà là cựu đại diện phụ nữ của quận Mbarara  tại quốc hội khóa 8 &amp; 9 và là thành viên của Phong trào Kháng chiến Quốc gia (NRM), đảng chính trị cầm quyền ở Uganda.
Trong thời gian làm việc tại cơ quan lập pháp, bà giữ chức phó chủ tịch Ủy ban Dịch vụ Công cộng & Chính quyền Địa phương và là thành viên của cả Ủy ban Tài chính, Kế hoạch và Phát triển Kinh tế và Ủy ban Tài chính Công. Cô cũng là thành viên của Hiệp hội Nghị viện NRM và Hiệp hội Nghị viện Phụ nữ Uganda (UWOPA).
Boona cũng là một cựu phó chủ tịch của Local Council 5 (LC5), cựu phó quận trưởng Quận Mbarara, Phó thị trưởng của Mbarara, cựu hiệu trưởng trường THCS Mbarara và là một cựu giáo viên môn khoa học nhân văn và khoa học xã hội ở các trường phổ thông khác nhau trong Tây Uganda trước đây.

## Tuổi thơ và giáo dục ban đầu
Boona sinh ra ở Bushenyi, tiểu vùng Ankole, vào ngày 17 tháng 2 năm 1954 trong một gia đình Kitô giáo của Banyankole. Bà được giáo dục tiểu học tại Trường nữ sinh St. Cecilia Kitabi-Bushenyi và Trường tiểu học St. Helen - Mbarara, đạt được chứng nhận PLE vào năm 1967.
Sau đó, bà theo học tại trường trung học Maryhill cho giáo dục O-Level và Trinity College Nabbingo cho giáo dục A-level, đạt được chứng nhận UCE vào năm 1971 và chứng nhận UACE vào năm 1973.
Boona tiếp tục học Đại học Makerere và bà có bằng Cử nhân Nghệ thuật với Bằng Cao đẳng Giáo dục năm 1977. Năm 2006, bà có bằng Thạc sĩ Kế hoạch & Quản lý Giáo dục của Đại học Khoa học và Công nghệ Mbarara.

## Sự nghiệp và chính trị
Sau khi có bằng cử nhân năm 1977, Boona đã dạy các ngành khoa học xã hội và nhân văn ở nhiều trường trung học khác nhau ở Tây Uganda cho đến năm 1984 khi cô được bổ nhiệm làm hiệu trưởng cho trường trung học Mbarara, tại đó bà là quản trị viên hàng đầu trong mười bốn năm. Năm 1991, bà trở thành phó thị trưởng cho Mbarara Đô thị và phục vụ trong khả năng đó cho đến năm 1998 khi bà được bầu làm phó chủ tịch LC5 cho Quận Mbarara.
Từ năm 2002 đến 2008, bà đại diện cho Uganda trong Liên đoàn Kế hoạch hóa gia đình Quốc tế - Khu vực Châu Phi (IPPFAR) với tư cách là tình nguyện viên cao cấp về Sức khỏe Sinh sản ở Uganda (RHU). 